# 屏東縣車城鄉車城國民小學
屏東縣車城鄉車城國民小學位於台灣南端的屏東縣車城鄉，是該鄉唯一的國民小學，也是一個歷史悠久的學校，至今已有120年。1901年（明治三十四年），由羽室長享籌備設立車城公學校，這就是車城國小的前身。目前共有33班、652位學生、2所分校，並設有車城附設幼稚園。

## 校史
- 1901年2月8日設立車城公學校，由羽室長享籌備設校。
- 1902年8月10日設立楓港分教場。
- 1906年4月1日楓港分教場改為分校。
- 1907年6月22日楓港分教場奉准獨立設校。
- 1938年3月13日遷入現今校址。
- 1945年4月改為車城國民學校。
- 1945年10月25日戰後，由林順添接任校長。
- 1946年4月改校名為高雄縣立車城國民學校。
- 1950年10月1日行政區域劃分，改名為屏東縣車城鄉國民學校。
- 1951年9月設立溫泉分校。
- 1954年1月1日溫泉分校奉准獨立設校，同年9月1日並增設保力、射寮兩分校。
- 1957年8月1日保力、射寮兩分校奉准獨立設校。
- 1968年8月1日更名為車城國民小學。
- 1981年10月16日新建大樓落成，並舉行建校八十週年校慶。
- 1984年12月，原東西向運動場改為南北向，並建立司令台。
- 1986年8月25日設立附設幼稚園。
- 1988年6月24日，興建學生活動中心。
- 2002年4月6日舉辦百年校慶活動，並興建鐘塔及百年校慶紀念園。
- 2004年8月1日溫泉國小、保力國小改為車城國民小學溫泉分校及車城國民小學保力分校。
- 2005年2月1日射寮國小改為車城國民小學射寮分校。

## 歷任校長
- 1.羽室長享(1901年-1904年)
- 2.稻熊喜之助(1903年-1904年)
- 3.坂本敏(1904年-1917年)
- 4.加藤貞房(1917年-1919年)
- 5.坂場三郎(1919年-1922年)
- 6.松崎仁三郎(1922年-1925年)
- 7.友松三一(1925年-1929年)
- 8.森田良明(1929年-1934年)
- 9.天道環校(1934年-1936年)
- 10.脇田真榮(1936年-1939年)
- 11.小山宗利(1939年-1942年)
- 12.日高辰美(1942年-1945年)
- 13.平識政龜(1945年)
- 14.林順添(1945年-1952年)
- 15.李安鎮(1952年-1953年)
- 16.李鵬賢(1953年-1954年)
- 17.王春木(1954年-1957年)
- 18.趙堯炳(1957年-1960年)
- 19.朱光華(1960年-1961年)
- 20.江上基(1961年-1964年)
- 21.林肇嵩(1964年-1971年)
- 22.陳金福(1971年-1977年)
- 23.張英和(1977年-1990年)
- 24.蔡如昭(1990年-1999年)
- (代理)許淵明(1999年-2000年)
- 25.李明一(2000年-2007年)
- 26.陳登祿(2007年-2012年)
- 27.陳奇男(2012年-2016年)
- 28.王怡萱(2016-2024)
- 29.謝郁如(2024-至今)

## 校歌
山川壯麗，海濤奔湧，溫泉洗濯，漁港豐隆。
美哉吾校，醉臥其中，良師益友，學正教忠。
切磋琢磨，其樂融融，乘風破浪，起舞從戎。
為國為民，光祖耀宗，人才輩出，邦國棟樑。
繼往開來，發憤為雄。

## 溫泉分校

### 校史
- 1951年9月設立車城國民學校溫泉分校。
- 1954年1月1日奉准獨立，成立溫泉國民學校。
- 1968年8月更名為屏東縣立溫泉國民小學。
- 2004年8月1日改為車城國民小學溫泉分校。

### 歷任校長
- 1.許興凡(1954年-1966年)
- (代理)王松如(1966年-1967年)
- 2.林順添(1967年-1975年)
- 3.賴水生(1975年-1981年)
- 4.張光藝(1981年-1988年)
- 5.許秀良(1988年-1999年)
- (代理)許守貴(1999年)
- 6.李文和(1999年-2004年)

## 保力分校

### 校史
- 1954年9月1日設立車城國民學校保力分校。
- 1957年8月1日奉准獨立，成立保力國民學校。
- 1968年8月1日更名為屏東縣立保力國民小學。
- 2004年8月1日改為車城國民小學保力分校。
- 2020年，廢校，併入車城國小本校。
- 2023年，保力分校原址改建為長照機構，預定於2025年完工[1]。

### 歷任校長
- 1.張光藝(1957年-1971年)
- (代理)陳辛榮(1971年-1973年)
- 2.張英和(1973年-1977年)
- 3.林義逸(1977年-1981年)
- 4.蔡如昭(1981年-1990年)
- 5.張英和(1990年-1994年)
- (代理)陳辛榮(1994年)
- 6.范添順(1994年-1998年)
- 7.陳天明(1998年-2004年)

## 射寮分校

### 校史
- 1954年9月1日設立車城國民學校射寮分校。
- 1957年8月1日奉准獨立，成立射寮國民學校。
- 1968年8月1日更名為屏東縣立射寮國民小學。
- 2005年2月1日改為車城國民小學射寮分校。

### 歷任校長
- 1.林萬祥(1957年-1966年)
- 2.王春木(1966年-1974年)
- 3.林義逸(1974年-1977年)
- 4.陳明章(1977年-1987年)
- (代理)馮階吉(1987年)
- 5.陳更生(1987年-1993年)
- 6.董榮名(1993年-1999年)
- (代理)尤楠柏(1999年)
- 7.陳枝福(1999年-2005年)

## 外部連結
- 屏東縣車城國民小學全球資訊網 （页面存档备份，存于）
- 屏東縣車城國民小學溫泉分校
- 屏東縣車城國民小學保力分校
- 屏東縣車城國民小學射寮分校

1. ↑  .   [2024-06-02]. （原始内容存档于2024-06-02）.